# Список керівників держав 318 року
Список керівників держав 318 року — це перелік правителів країн світу 318 року.
Список керівників держав 317 року — 318 рік — Список керівників держав 319 року — Список керівників держав за роками

## Європа
- Боспорська держава — цар Рескупорід VI (303-341/342) і Радамсад (308/309-322/323)
- Ірландія — верховний король Фіаха Срайбтіне (285-322)
- Римська імперія
  - Схід — імператор Ліциній (313-324)
  - Захід — Константин І Великий (308-337)
- Дал Ріада — ?
- Думнонія — Донольт (305-340)
- Святий Престол — папа римський — Сильвестр I (314-335)
- Візантійський єпископ Олександр (314-337)

## Азія
- Близький Схід
- Гассаніди — Аль-Харіт II ібн Джабала (317-327)
- Диньяваді (династія Сур'я) — раджа Тюрія Мандала (313-375)
- Іберійське царство — цар Міріан III (284-361)
- Велика Вірменія — Тиридат III (287/298-330)
- Індія
  - Царство Вакатаків — імператор Праварасена I (270-330)
  - Імперія Гуптів — магараджа Гхатоткача (280-319)
  - Західні Кшатрапи — махакшатрап Рудрасімха II (304-348)
  - Кушанська імперія — Чху (310-325)
- Китай
  - Династія Цзінь — Сима Жуй (316/317-323)
  - Династія Чен — Лі Сюн (304-334)
  - Династія Рання Чжао — Лю Цун (310-318); Лю Цань (318); Лю Яо (318-329)
  - Династія Рання Лян — ?
  - Дай — Тоба Юлю (316-321)
  - Туюхун (Тогон) — Муюн Туян (317-329)
- Корея
  - Кая (племінний союз) — ван Коджіль (291-346)
  - Когурьо — тхеван (король) Мічхон (300-331)
  - Пекче — король Пірю (304-344)
  - Сілла — ісагим (король) Хирхе (310-356)
- Паган — король Ін Мін Пайк (299-324)
- Персія
  - Держава Сасанідів — шахіншах Шапур II (309-379)
  - Бактрія і Гандхара — кушаншах Пероз II (300-325)
- Ліньї — Фам Дат (284—336)
- Сипау (Онг Паун) — Со Хом Па (309-347)
- плем'я табгачів — вождь (316-321)
- Хим'яр — Та'ран Їхан'ім (315-340)
- Японія — Імператор Нінтоку (313-399)

## Африка
- Царство Куш — цар Акедакетівал (314-340)
  - Африка — Аконій Катуллін (317-318)

## Північна Америка
- Мутульське царство — Кініч-Муван-Холь I (317? — 359)